# ᶃ
ᶃ, appelé g crochet palatal, est une lettre latine utilisée auparavant dans l'alphabet phonétique international, rendu obsolète en 1989, lors de la convention de Kiel.

## Utilisation
|  | Forme de g cursif avec un crochet palatal.   |
|  | Forme de g à boucle avec un crochet palatal. |

## Représentations informatiques
Le g crochet palatal peut être représenté avec les caractères Unicode suivants : 
- précomposé (Alphabet phonétique international, diacritiques) :

| formes    | représentations | chaînes de caractères | points de code | descriptions                              |
| --------- | --------------- | --------------------- | -------------- | ----------------------------------------- |
| minuscule | ᶃ               | ᶃ                     | U+1D83         | lettre minuscule latine g crochet palatal |

- décomposé (non recommandé) (Alphabet phonétique international, diacritiques) :

| formes    | représentations | chaînes de caractères | points de code | descriptions                                          |
| --------- | --------------- | --------------------- | -------------- | ----------------------------------------------------- |
| minuscule | g̡               | g◌̡                    | U+0067 U+0321  | lettre minuscule latine g diacritique crochet palatal |